# Viktoria-Luise-Platz

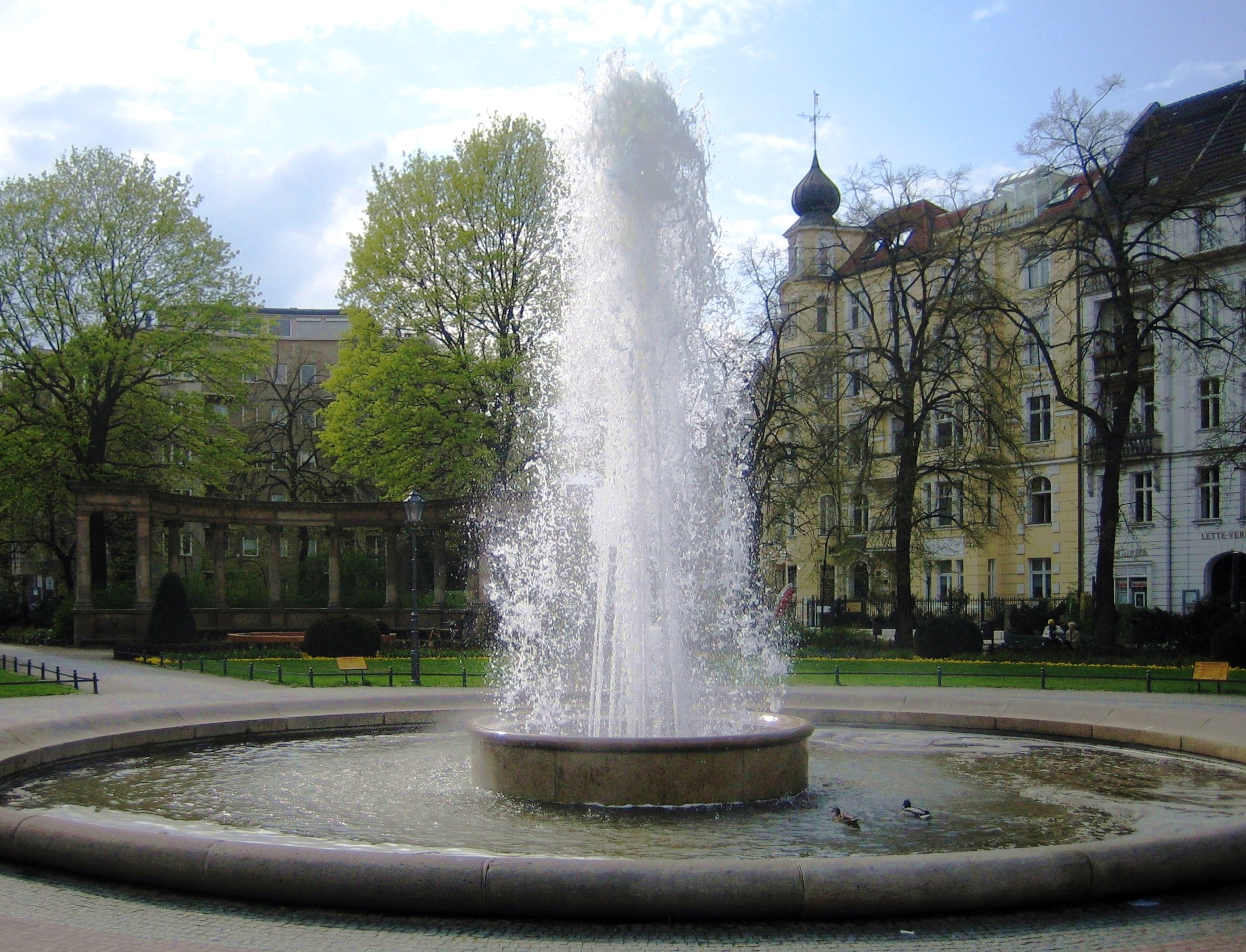
Vue de la place avec sa fontaine

La Viktoria-Luise-Platz est une place hexagonale classée de Berlin qui se trouve dans le quartier de Schöneberg. Elle honore la mémoire de la fille unique de Guillaume II, la princesse Victoria-Louise de Prusse (1892-1980).
La place mesure 160 mètres de longueur et 90 mètres de largeur pour une surface d'environ 7 000 m2. La Welserstraße, la Winterfeldtstraße, la Münchenerstraße et la Regensburger Straße s'y terminent. La place coupe la Motzstraße qui mesure 1,5 km de longueur en deux parties. Elle est desservie par la station de métro du même nom.

## Historique

### Fondation par la BBG

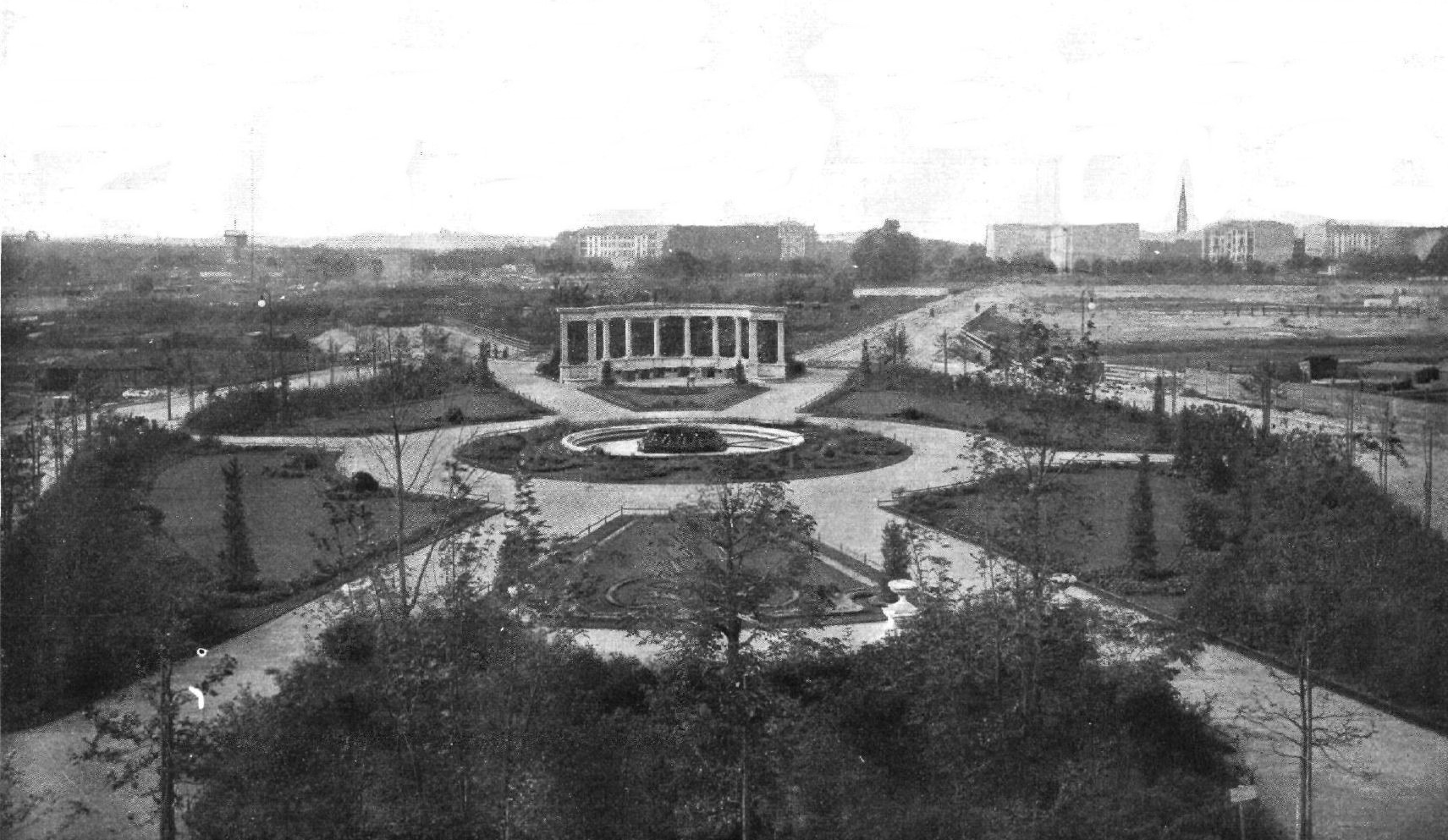
Vue de la place en 1900 avant la construction des édifices

L'industrialisation et la fondation de l'Empire allemand en 1871 causent l'accroissement rapide de la population des faubourgs de Berlin, dont celui de l'ancien village de Schöneberg. Elle passe de 4 555 habitants en 1871 à 95 998 habitants en 1900. Schöneberg obtient son droit de cité en 1898, puis le quartier est intégré au Grand Berlin en 1920, mais cela faisait déjà longtemps qu'il était intégré du point de vue urbain à son agglomération.
C'est en 1890 qu'est fondée la Berlinische-Boden-Gesellschaft (BBG), dont l'actionnaire principal Georg Haberland (de) (1861-1933), fils du promoteur juif allemand Salomon Haberland (1836-1914), décide de projets immobiliers de prestige. Schöneberg à l'époque est peuplé surtout de fonctionnaires et d'officiers et d'une classe bourgeoise aisée. Ainsi en 1903, ce faubourg occupe le cinquième rang des villes de Prusse en ce qui concerne le revenu par habitant. La BBG fait bâtir le Bayerisches Viertel (littéralement: Quartier bavarois), nouvel ensemble résidentiel construit à partir de 1900. Par la suite les actions d'Haberland sont liquidées par la magistrature et le conseil municipal de Berlin en 1908 et la société est « aryanisée » en 1938.

### La place

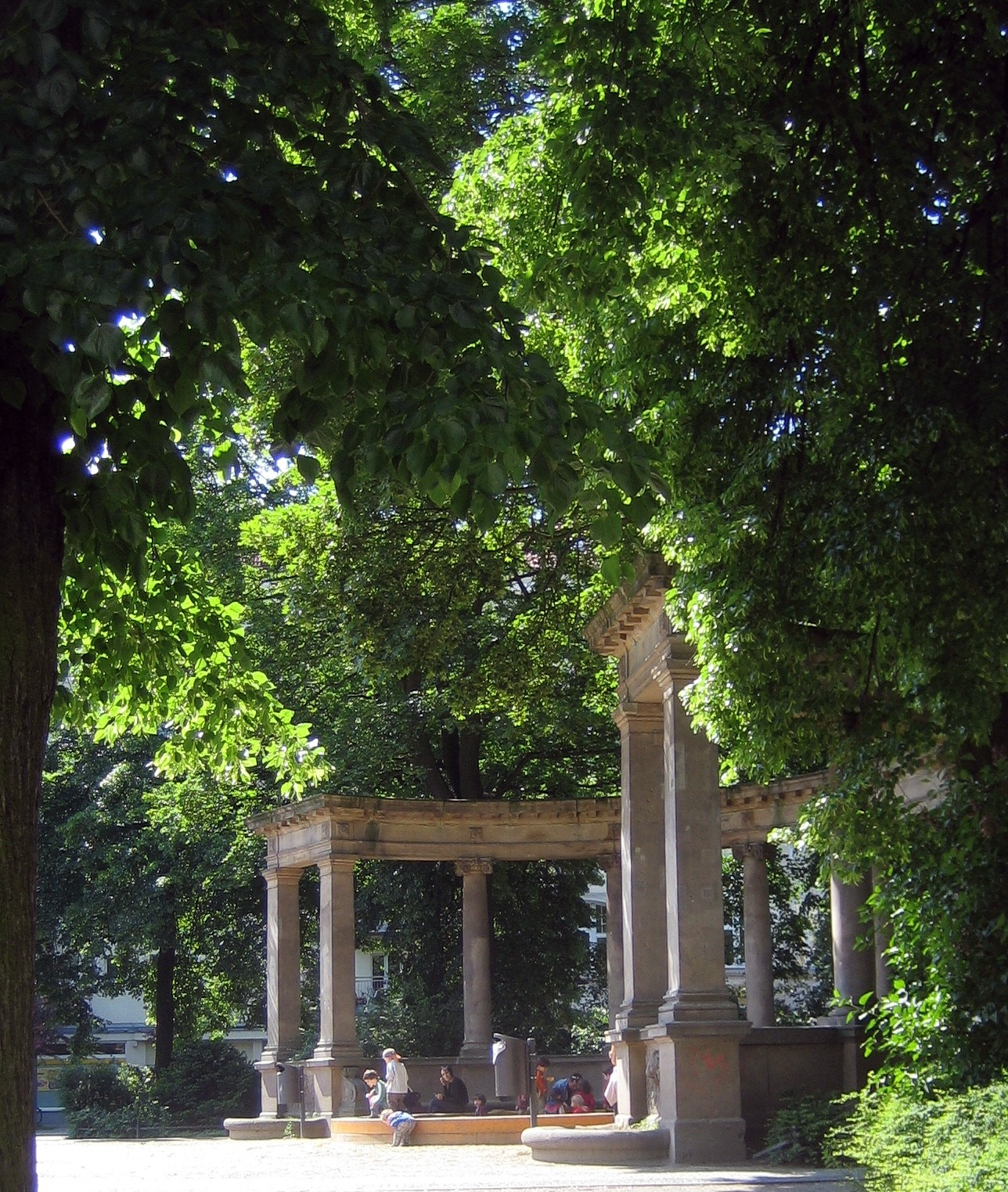
Vue de la colonnade

Le plan d'urbanisation prévoit la création d'une place sous forme d'espace vert au croisement de la Martin-Luther-Straße et de la Motzstraße. La BBG obtient l'appel d'offres à l'automne 1898 de la place Z qui reçoit deux ans plus tard le nom de la fille du Kaiser âgée de huit ans. L'empereur recommande l'architecte paysagiste Friedrich Encke (de) pour la réalisation du jardin. Encke s'est déjà fait connaître par des réalisations prestigieuses, notamment dans la capitale, dont les espaces verts deviennent une nécessité pour la bourgeoisie de l'époque, soucieuse de la qualité de son environnement.
Quatre allées se croisent en x, le croisement étant marqué par une allée transversale coupée par une allée circulaire autour d'un bassin en rond avec une fontaine au milieu. Celle-ci marque le point central de la place. Les allées sont prolongées au-delà de la place par les rues qui en partent. Une colonnade orne la place.

### Constructions

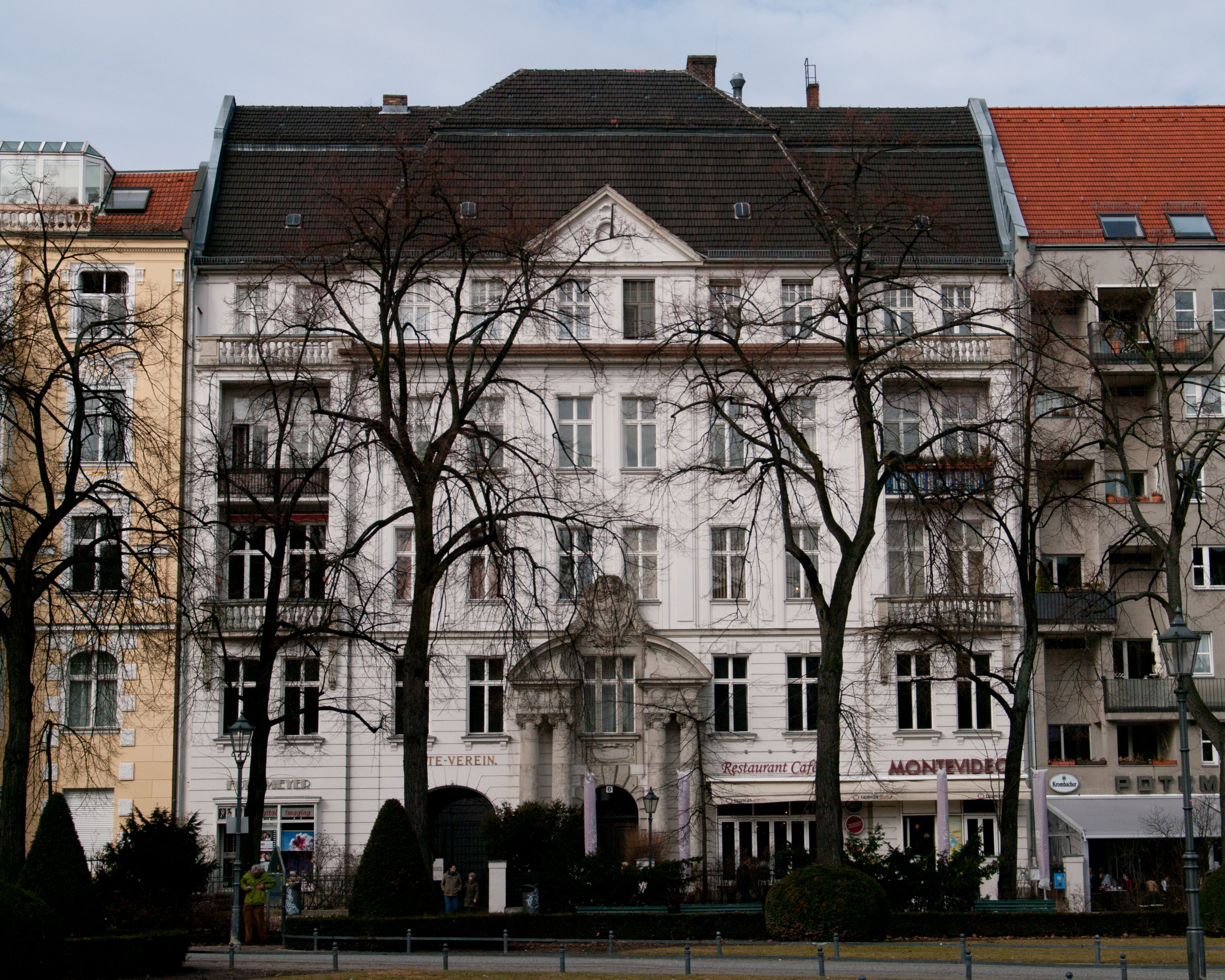
Immeuble de la Lette-Verein

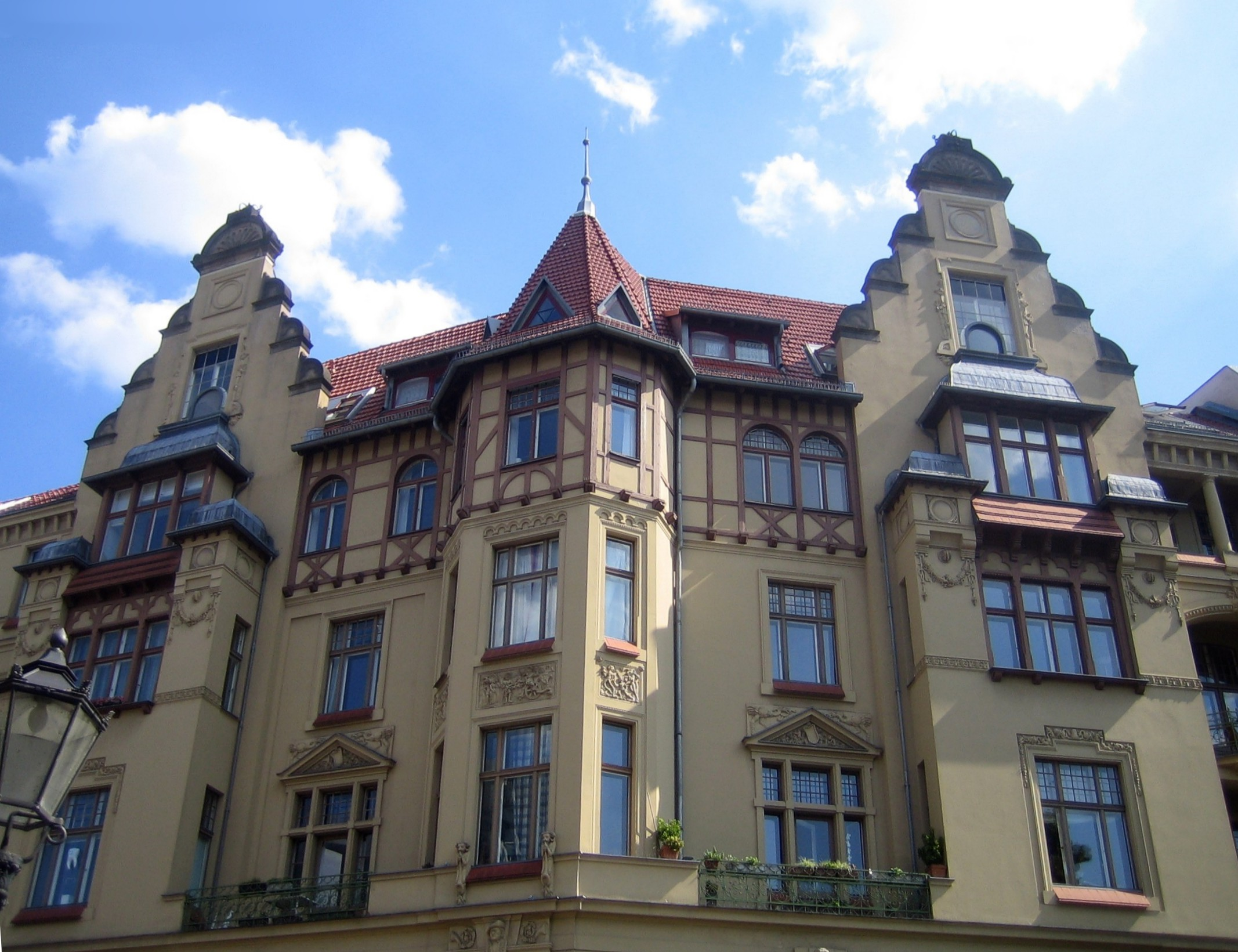
Immeuble du numéro 7

La place est inaugurée solennellement le 9 juin 1900. Des immeubles de prestige s'élèvent tout autour sur cinq étages avec coupoles et clochetons à l'impériale au coin des rues et des façades ornées de portiques, de colonnes et de balcons, etc. La fameuse institution fondée par Wilhelm Adolf Lette (1798-1868) en 1866 pour la formation des femmes de la bourgeoisie, Verein zur Förderung der Erwerbsfähigkeit des weiblichen Geschlechts, et qui avait été protégée dès l'origine par la Kronprinzessin, plus tard impératrice douairière Victoria (1840-1901), s'installe au numéro 6 de la place (Lette-Verein). C'est aujourd'hui un établissement d'enseignement artistique (graphisme, photographie, métiers de la mode et du design, etc.) et technique. L'auteur des plans de ce bâtiment néoclassique est l'architecte Alfred Messel (1853-1909), qui commença le Pergamon de Berlin.
Cependant les façades sont critiquées à l'époque par le fait qu'étant d'immeubles de différents styles, néoclassique, néobaroque, ou néoallemand, etc., elles empêchent une certaine unité.
Six immeubles sont détruits ou fort endommagés à la fin de la Seconde Guerre mondiale (numéros 1, 4, 5, 8, 10 et 11) dont quatre sont reconstruits (4, 8, 10 et 11), tandis que l'ensemble demeure dans les mêmes volumes qu'avant-guerre.

## Changements d'après-guerre
La structure de la place reste inchangée jusqu'en 1957, lorsque certains immeubles différents sont reconstruits et le jardin modifié; il fait attendre les années 1980 pour que l'ensemble soit classé et protégé et que le jardin soit restauré. Vingt-cinq tilleuls sont de nouveau replantés tout autour et des bancs et lampadaires dans le style wilhelminien sont installés.

## Illustrations

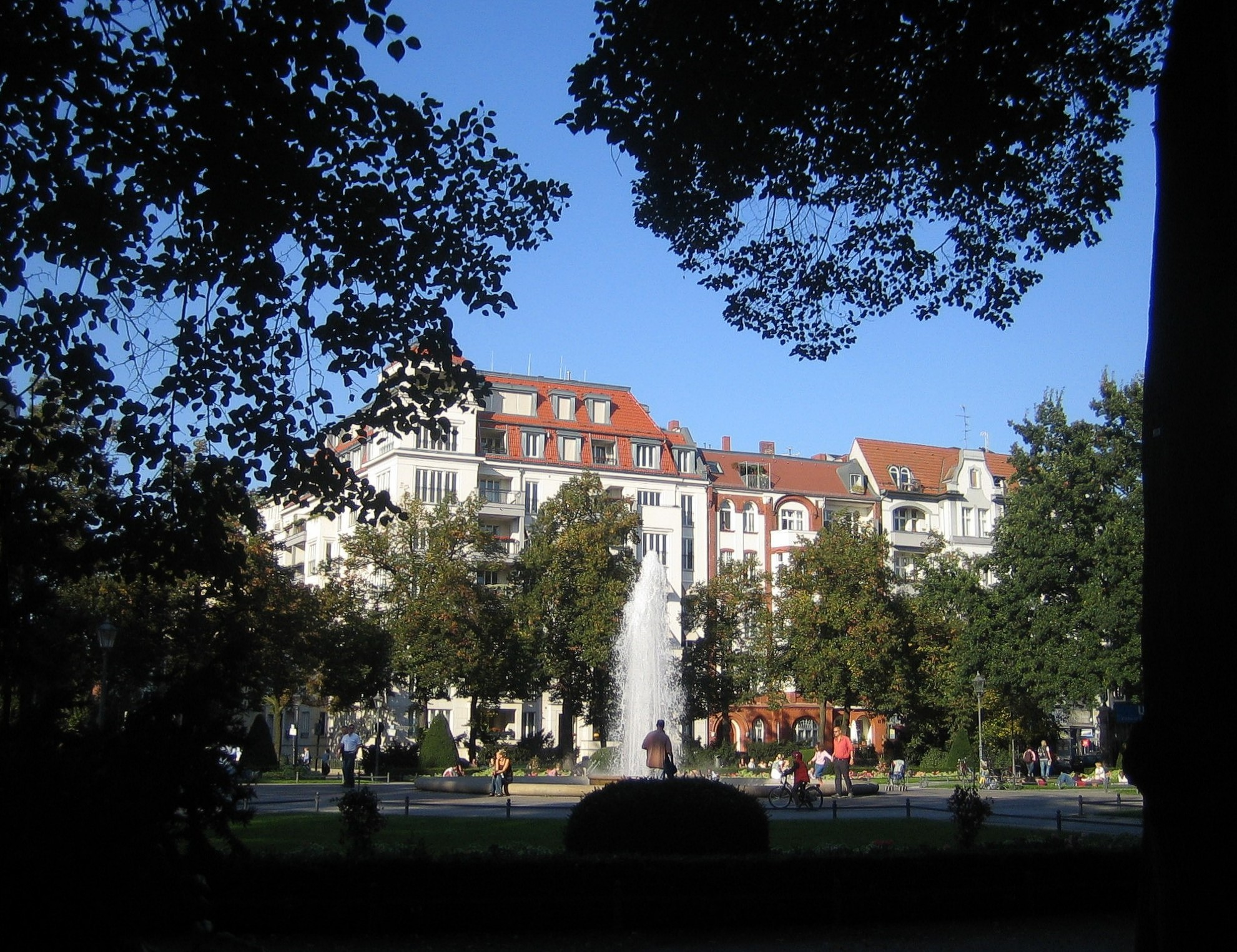
Vue de la place en direction du nord
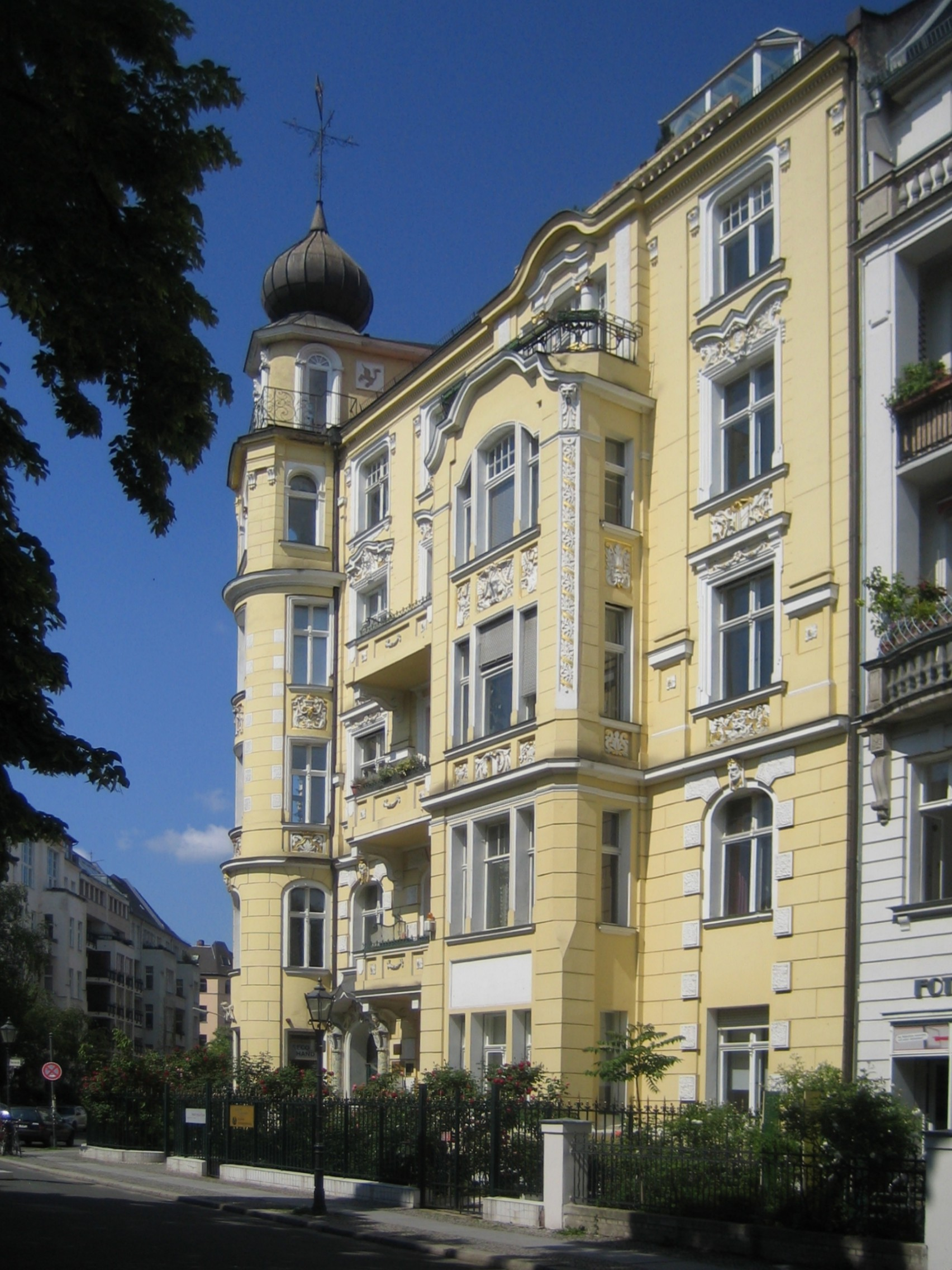
Vue du numéro 2, construit par Richard Göhrmann au coin de la Regensbruger Straße
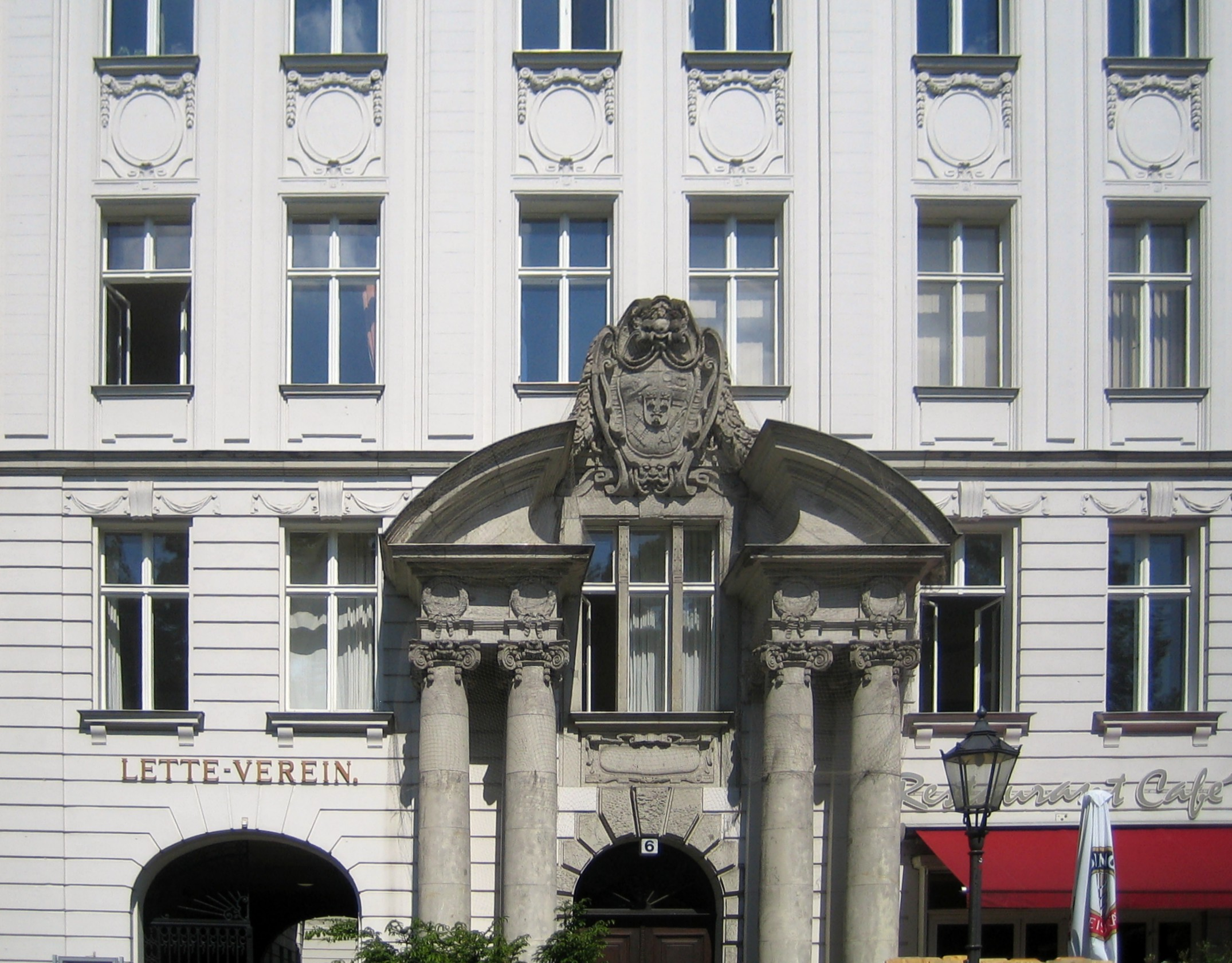
Entrée avec portique de la Lette-Verein
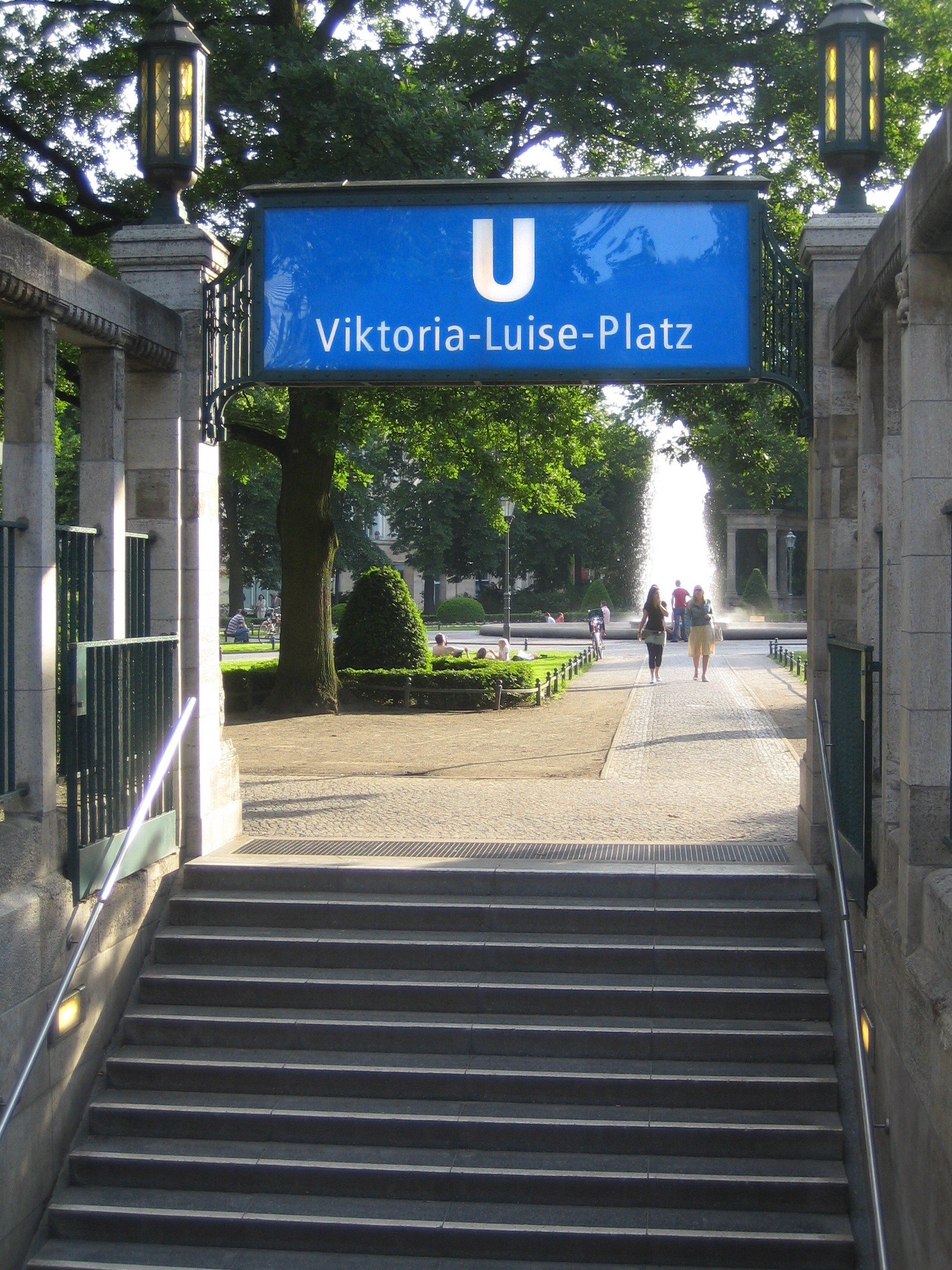
Entrée de la station de métro

## Résidents célèbres

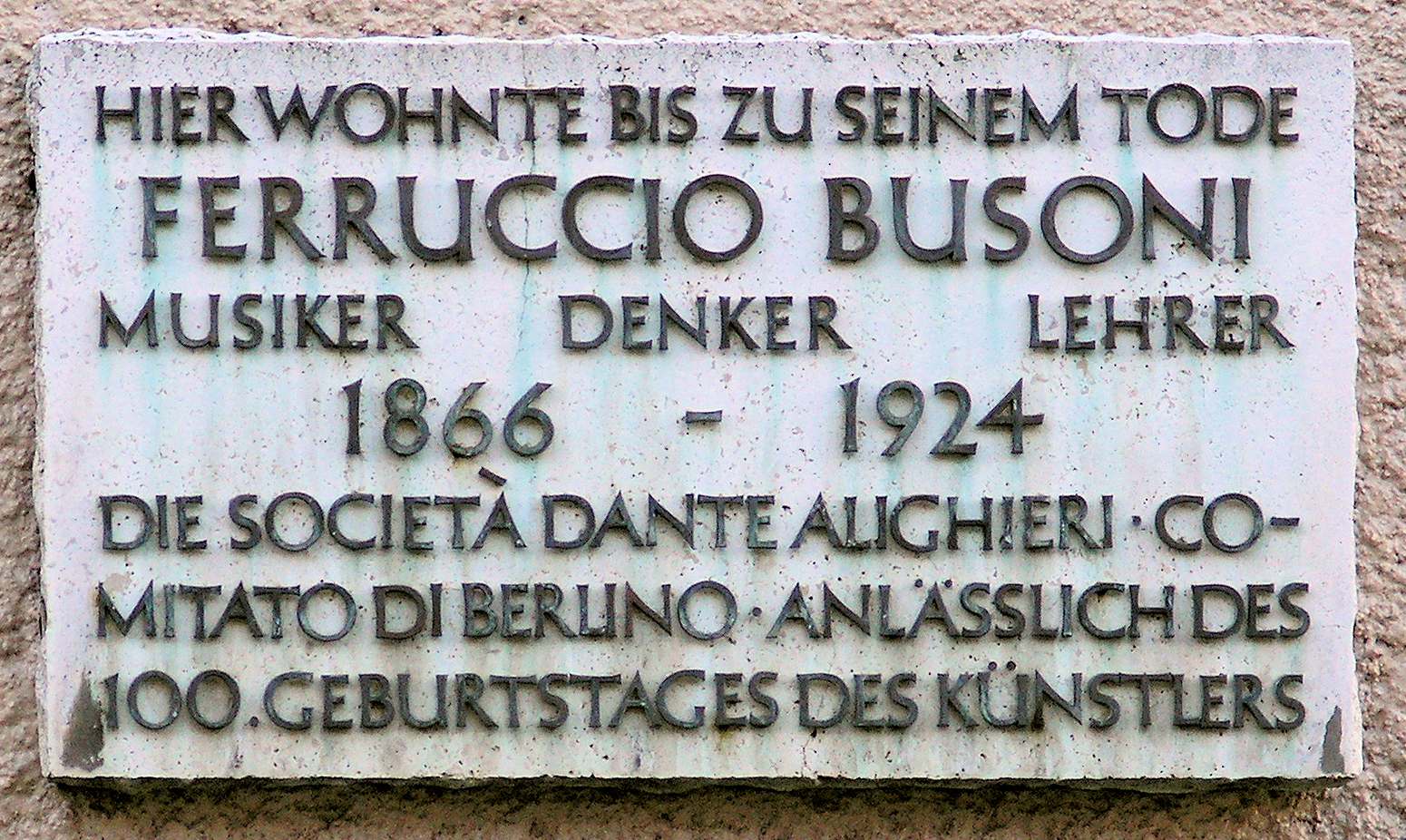
Plaque en l'honneur de Ferruccio Busoni au numéro 11

- Liane Berkowitz, résistante, Viktoria-Luise-Platz 11
- Rudolf Bernauer, dramaturge et librettiste d'opérettes, Viktoria-Luise-Platz 1
- Ferruccio Busoni, compositeur, Viktoria-Luise-Platz 11
- Billy Wilder, cinéaste, Viktoria-Luise-Platz 11